# Phyllodromica adusta
Phyllodromica adusta es una especie de cucaracha del género Phyllodromica, familia Ectobiidae. Fue descrita científicamente por Fischer en 1846.
Habita en Crimea.